# 唐世良
唐世良（1397年—？），字用章，直隸常州府武進縣人，民籍。明朝政治人物。進士出身。

## 生平
二月初三日生，應天府鄉試第三十一名舉人。宣德八年（1433年）癸丑科會試第二十二名，殿試登進士第三甲第五十二名，任行在兵科給事中，丁憂歸，服闋，正統十年六月復職，正統十三年掌科事，十四年三月陞浙江右參議，丁憂歸。服闋，天順元年（1457年）六月起補福建右參議，二年十二月因不能催徵折粮布，致南京犒赏不足，被收问。

## 家族
曾祖唐汝文。祖父唐誠。父亲唐衡。母孫氏，繼母黄氏。具慶下。兄世英、世贤；弟世昌、世隆。娶邵氏。